# Parafia Ewangelicko-Augsburska w Siemianowicach Śląskich
Parafia Ewangelicko-Augsburska w Siemianowicach Śląskich – parafia Kościoła Ewangelicko-Augsburskiego w RP, w diecezji katowickiej. Siedziba parafii znajduje się przy ulicy S. Wyspiańskiego 3 w Siemianowicach Śląskich, na obszarze dzielnicy Centrum. W 2019 roku liczyła ona około 400 wiernych.

## Historia
Nurt reformacji ominął w XVI wieku obszar obecnych Siemianowic Śląskich, a pierwszymi ewangelikami były przybyłe tu w 1836 roku z Gliwic rodziny Fitznerów i Zöllnerów. Do rozwoju ewangelicyzmu na tym terenie przyczyniła się rodzina wzbogaconych przemysłowców Fitznerów. Ponieważ Fitzner mógł tam zaangażować kapitały, wszedł w spółkę z Konradem Gamperem i założył fabrykę o podobnym profilu (początkowo produkcja kotłów parowych) pod nazwą Fitzner&Gamper.
Siemianowiccy parafianie pierwotnie uczęszczali na nabożeństwa do kościoła Elżbiety w sąsiedniej Królewskiej Hucie (obecnie Chorzów). W 1860 roku ewangelicy wybudowali w Siemianowicach Śląskich szkołę. Od 1863 roku nabożeństwa odprawiane były już na miejscu, regularnie w każdą niedzielę, na terenie huty Laura. Gdy w 1883 roku z okazji 400. rocznicy urodzin Marcina Lutra postanowiono wybudować na Śląsku poświęcony mu kościół, wybór padł na Siemianowice Śląskie. Kamień węgielny pod budowę kościoła położono w 1893 roku, a już w 1895 roku kościół poświęcono.
Pierwszy stały duchowny zamieszkał na miejscu w 1885 roku, zaś w 1888 roku formalnie utworzono parafię. W Siemianowicach Śląskich zamieszkiwało wówczas już ponad 1,3 tys. ewangelików. W 1886 roku założono znajdujący się przy obecnej ulicy Cmentarnej cmentarz ewangelicki, potem wybudowano plebanię i rozbudowano szkołę, a w latach 1899–1900 wzniesiono dom parafialny, rozbudowany w 1927 roku, w którym pomieszczono przedszkole i dom opieki.
W szczytowym okresie rozwoju, w 1918 roku parafia liczyła już blisko 3,2 tys. zborowników. W wyniku poplebiscytowego rozgraniczenia Górnego Śląska Siemianowice Śląskie znalazły się w Polsce, wskutek czego wiele rodzin ewangelickich pochodzenia niemieckiego opuściło miasto. W latach 1938–1939 polskim prefektem był ks. Edward Dietz.
Po II wojnie światowej, w 1945 roku kościół w Siemianowicach Śląskich wraz z plebanią i otaczającymi terenami należącymi do parafii ewangelickiej przejął kościół rzymskokatolicki. Ewangelikom pozostał tylko dom parafialny, w którym urządzono kaplicę, w której przez 55 lat odprawiono nabożeństwa i ogniskowało się całe życie parafialne. Dopiero w 2000 roku kościół Marcina Lutra w Siemianowicach Śląskich i plebania zostały zwrócone miejscowej parafii ewangelickiej.